# ブラフマーストラ (映画)
『ブラフマーストラ』（Brahmāstra: Part One – Shiva）は、2022年のインドのヒンディー語ファンタジーアクションアドベンチャー映画。監督・脚本はアヤーン・ムカルジーが務め、ランビール・カプール、アーリヤー・バット、アミターブ・バッチャン、アッキネーニ・ナーガールジュナ、モウニー・ロイが出演している。インド神話にインスピレーションを得て製作されたシネマティック・ユニバース「アストラバース (Astraverse)」の第一作目であり、古代の力「アストラ」を手にする主人公シヴァが仲間たちとの出会いを経て、最強の力「ブラフマーストラ」による世界の崩壊を防ごうとする物語である。2011年から映画化の構想が練られ、2014年から製作が始まり、2017年にタイトルと物語が三部作であることが発表された。撮影は2018年2月から2022年3月にかけてブルガリア・ロンドン・ニューヨーク・エディンバラ・タイ王国・マナリ・ムンバイ・ヴァーラーナシーで行われた。
2022年9月9日にスター・スタジオ、20世紀スタジオ、ウォルト・ディズニー・スタジオ・モーション・ピクチャーズの配給で公開された。批評家からは視覚効果・音楽・アクションが高く評価されたものの、脚本・台詞については批判されている。興行収入は43億1000万ルピーを記録する成功を収め、2022年のヒンディー語映画興行成績第1位、2022年のインド映画興行成績第5位、インド映画歴代興行成績第20位（2022年時点）にランクインしている。第二作、第三作はそれぞれ2026年、2027年に公開される。

## ストーリー
古代インドでは、ヒマラヤ山脈で賢者たちが「ブラフム・シャクティ」と呼ばれる力を授かり、「アストラ」が生み出された。様々なアストラが生み出される中、宇宙を破壊する最強の力を持つ「ブラフマーストラ」が誕生し、賢者たちはアストラを使いブラフマーストラを抑え込み、アストラの力を守護し、世界を守るための秘密組織「ブラフマーンシュ」を結成する。
舞台は現代のムンバイに移り、ディスクジョッキーのシヴァはドゥルガー・プージャに参加するため、ロンドンからインドを訪れていたイーシャに一目惚れする。やがて二人は相思相愛となり、イーシャはシヴァに想いを伝え、シヴァは彼女に対し、幼少期に火事で母を亡くし、父の顔を知らずに育った孤児であることを語る。同じころ、デリーではブラフマーンシュの一員であるモーハン・バルガヴ博士がアストラを狙うゾールとラフタールに襲撃され、彼はヴァーナラーストラ（巨猿の力）を使って二人を返り討ちにするが、二人を使役するジュヌーンに敗れて捕まってしまう。ジュヌーンは能力を駆使してモーハンからアストラの情報を聞き出し、ヴァーラーナシーの学者アニーシュ・シェッティがアストラを所持していることを突き止めるが、モーハンはブラフマーンシュの拠点とグルの居場所を話す前にバルコニーから身を投げて転落死する。
ムンバイにいるシヴァはモーハンとジュヌーンのやり取りを幻視し、アニーシュを助けるためにイーシャと共にヴァーラーナシーに向かい彼と接触するが、アニーシュを狙うラフタールに襲われる。アニーシュのナンディアストラ（雄牛の力）の力で助けられたシヴァとイーシャは、彼と共にヴァーラーナシーを脱出し、ブラフマーンシュの拠点があるヒマーチャル・プラデーシュ州に向かい、その途中でジュヌーンたちがブラフマーストラの封印を解くための三つの欠片を狙っていることを聞かされる。三人はジュヌーンとゾールに襲われ、アニーシュは欠片をシヴァに託して二人を逃がし、ジュヌーンとゾールに戦いを挑むが殺されてしまう。シヴァとイーシャはブラフマーンシュの拠点に辿り着くがラフタールに追いつかれ、シヴァはイーシャを殺そうとするラフタールに対し、無意識にアグニヤストラ（火の石）の力を使い彼を殺す。アグニヤストラの力を目の当たりにしたグルは二人を保護し、シヴァにブラフマーンシュに加わるよう促す。シヴァは加入を拒否するが、両親のことを知るグルから情報を聞き出すためブラフマーンシュに加わり、他のメンバー（テンシン、シェール、ラヴィーナ、ラーニ）と共にアストラの使い方を学んでいく。
やがて、グルはシヴァの両親がブラフマーンシュの一員だったデーヴとアムリタであり、かつてデーヴがブラフマーストラの封印を解いたことを語り出す。アムリタはブラフマーストラの力を手に入れたデーヴを止めるため彼と戦い、二人とも死んだと思われていたが、戦いの場となった離島からアムリタの舟が発見され、舟の中にはブラフマーストラを封印する三つの欠片のうち二つが残されており、モーハンとアニーシュが保管することになったことが明かされ、グルとシヴァはデーヴとアムリタが戦いから生き延びていたと推測する。そして、グルはシヴァの家にあった貝の中から三つ目の欠片を見つけ出す。同じころ、ブラフマーンシュの拠点を発見したジュヌーンとゾールは洗脳した住民たちを引き連れて拠点を襲撃し、ブラフマーンシュのメンバーを拘束する。シヴァは仲間を助けるためにジュヌーンとゾールに戦いを挑み、アニーシュからナンディストラの力を奪ったゾールを倒すことに成功する。シヴァは解放された仲間と共にジュヌーンたちを圧倒するが、ジュヌーンはイーシャから三つ目の欠片を奪い取り、ブラフマーストラを解放する。解放されたブラフマーストラによって世界の崩壊が始まるが、シヴァはイーシャを守るために新たな力を得てブラフマーストラの制御に成功し、イーシャを守り抜く。しかし、ジュヌーンがブラフマーストラを解放したことにより、離島に封印されていたデーヴが解放されてしまう。

## キャスト
※括弧内は日本語吹替
- シヴァ - ランビール・カプール（柳田淳一[18]）
  - 幼少期のシヴァ - ニヴィーン・グプタ
- ラグー（グル） - アミターブ・バッチャン（山本兼平[18]）
- イーシャ・チャテルジー - アーリヤー・バット（久保ユリカ[18]）
- ジュヌーン - モウニー・ロイ（ニケライ・ファラナーゼ[18]）
- アニーシュ・シェッティ - アッキネーニ・ナーガールジュナ[注釈 3]（佐々健太[18]）
- テンシン - スタンジン・デレク（上絛千尋[19]）
- シェール - グルファテ・ピルザダ（英語版）[20]
- ラヴィーナ - レハル・カーン（英語版）
- ラーニ - アディティ・ジョーシー
- サンタ - マルカンド・ソーニ
- ゾール - サウラヴ・グルジャール（英語版）[21]
- ラフタール - ロウハッラー・ガジー
- サヴィトリ・デーヴィ - ディンパル・カパーディヤー
- タイガー - チャイタニヤ・シャルマ
- アリー - サーヒブ・アイユーブ
- シャイナ - ラシ・マル（英語版）
- サニー - ローハン・ルストムジー
- アウンティ - ファリーダ・デーヴィ（英語版）
- イーシャの祖父 - リヤーズ・マカニー

カメオ出演
- モーハン・バルガヴ博士 - シャー・ルク・カーン
- アムリタ - ディーピカー・パードゥコーン[22]

## 製作

### 企画

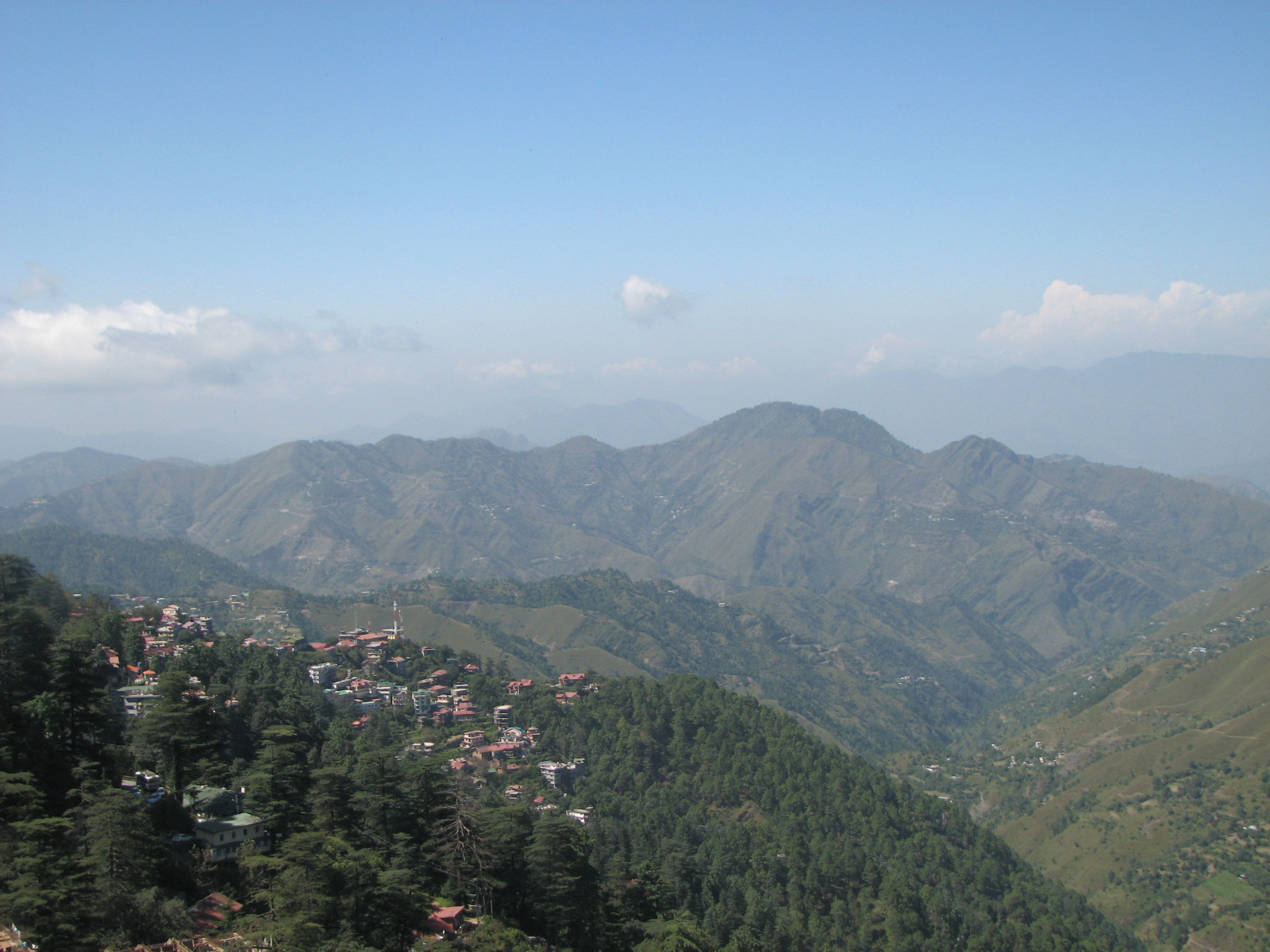
シムラー

アヤーン・ムカルジーによると、『ブラフマーストラ』のアイディアを思いついたのは、2011年に『若さは向こう見ず』の脚本を執筆するためにシムラーを訪れたことがきっかけだったという。2014年7月に新作企画の存在が明かされ、2017年10月にプロデューサーのカラン・ジョーハルによって『ブラフマーストラ』の企画が正式発表された。この時点でムカルジーが監督、ランビール・カプールとアーリヤー・バットが主演を務めることが決定していた。企画当初のワーキングタイトルは「Dragon」であり、2017年にタイトルが「Brahmāstra」に決定した。タイトルについて、ムカルジーは「古代の叡智、エネルギー、パワーと共鳴するもの」と語っており、物語は「古代のエレメントを取り入れた現代劇」になると明かしている。また、ジョーハルは映画が三部作になることを明かしており、2018年から製作が開始されることが発表された。
主演を務めるランビール・カプールは、ムカルジーが「オリジナルのストーリーを作り出すために、6年間かけて仕事をこなした」と語っており、三部作の製作期間は10年を超えることを明かし、同時に「『ブラフマーストラ』がロマンティック・スーパーヒーロー映画になる」という報道を否定している。彼は映画の内容について「超自然的フィクション形式のロマンティックなおとぎ話」になると明かし、同時に「真実味のない、あるいはウソっぽい」内容にはならないと語っている。助演キャストとして、アッキネーニ・ナーガールジュナが「重要な役」で出演することが発表され、「作中唯一の悪役」としてモウニー・ロイが出演することが発表された。
2022年6月、ムカルジーは『ブラフマーストラ』が三部作の第1作目となること、同作が様々な神秘的なアストラを軸にしたシネマティック・ユニバースである「アストラバース」の作品となることを公表した。同年7月にはムカルジーが「アストラバース」について解説する動画が公開され、物語の根幹となるアイディアは幼少期に祖父から聞かされたインド神話の影響を受けていることを明かしている。同年8月にはシャー・ルク・カーンがカメオ出演していることをモウニー・ロイが明かしており、彼は『Swades』に登場したモーハン・バルガヴ博士役を再演している。

### プリプロダクション
アヤーン・ムカルジーが『ブラフマーストラ』の製作に取り掛かったのは劇場公開の9年前からであり、2014年からプリプロダクションを開始し、2018年から撮影に取り掛かった。撮影に先立ち、2018年2月にアミターブ・バッチャンとランビール・カプールがムカルジー立ち合いの下でルックテストを行っている。

### キャラクター造形
ムカルジーによると、ランビール・カプールが演じたシヴァはジャラール・ウッディーン・ルーミーをモデルにしており、キャラクターのファーストルックにも影響を与えたことを認めている。また、ルーミーの「愛とは、あなたと全てのものをつなぐ橋である」という言葉が物語の基盤になっていると語っている。しかし、シヴァの最終デザインはルーミーをイメージしたものから変更され、初期デザインよりも頭髪が短くなっている。

### 撮影

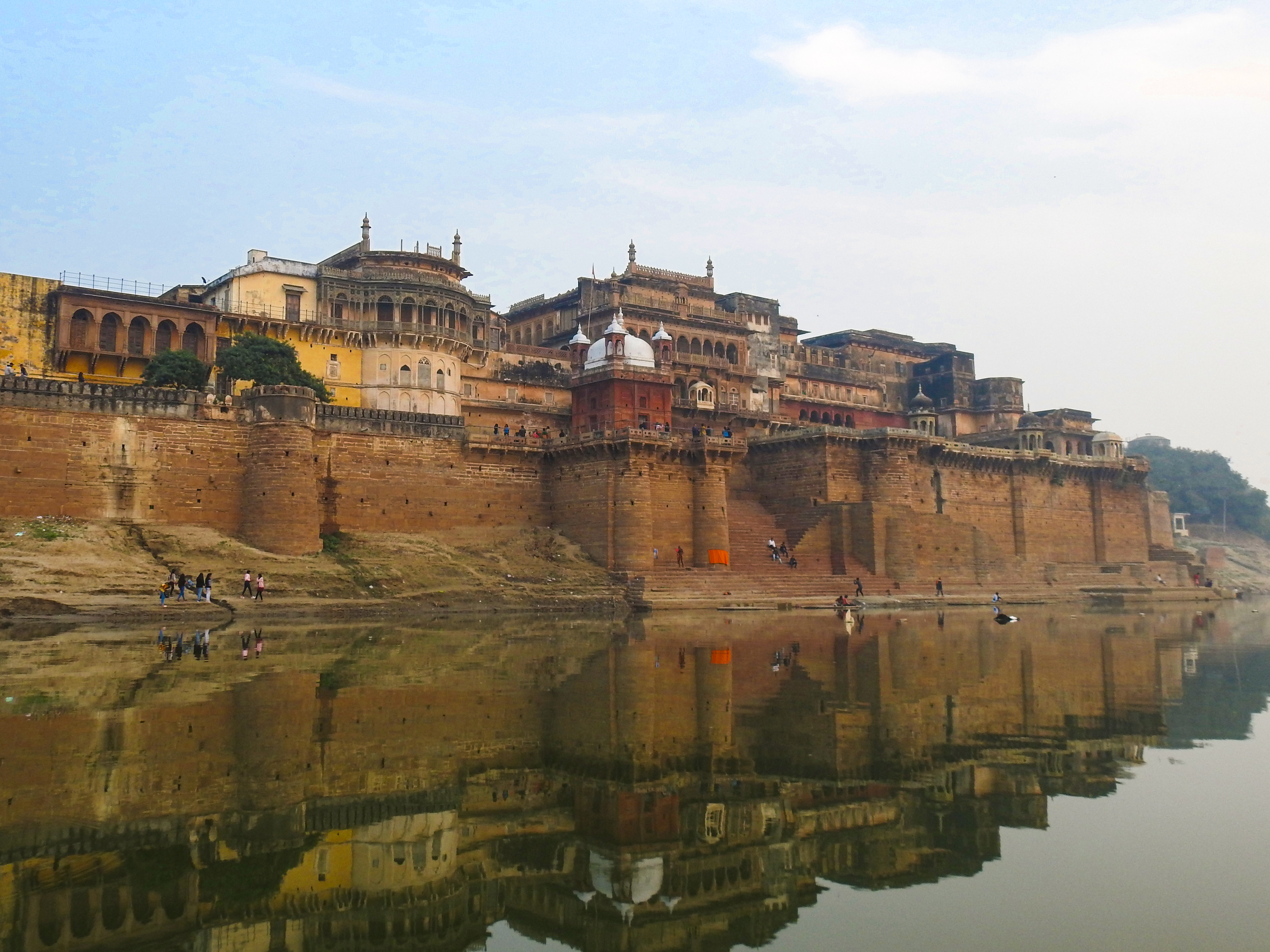
ラームナガル城

2018年2月から主要撮影が始まり、同月24日から第1スケジュールの撮影がブルガリアで行われ、3月24日に終了した。7月8日から第2スケジュールの撮影が始まり、ブルガリアとロンドンで撮影した後、7月下旬にニューヨークで撮影を行い、同月末には再びブルガリアで撮影が行われた。2019年2月1日からエディンバラで大規模な撮影が行われ、7月30日からは20日間の日程でヴァーラーナシーのラームナガル城とチェット・シン城で撮影が行われた。その後、COVID-19パンデミックの影響を受けて2020年3月から撮影が中断し、11月から撮影が再開された。2022年3月29日にヴァーラーナシーで全ての撮影日程が終了したが、終了後にV・ヴィジャエーンドラ・プラサードからの助言を受けたムカルジーは、4日間かけて再撮影を行っている。
メディアの報道によると製作費は41億ルピーで、映画公開時点でインド映画史上最も高額な製作費が投じられた映画の一つとなり、ヒンディー語映画としては歴代最高額を記録した。しかし、ランビール・カプールによると、報道された製作費は三部作の製作費の合計金額であり、調達した製作費は続編を製作する際に使用されるという。

### ポストプロダクション
ポストプロダクションでは、VFXの費用として15億ルピーが投じられたと報じられた。VFXはDNEG、編集作業はプラカーシュ・クルップ、音響効果はジャム8ミュージック&サウンドデザイン・スタジオ、視覚効果はDNEGとReDefineの海外チームがそれぞれ手掛けている。また、テルグ語吹替版ではチランジーヴィがナレーションを担当しており、2020年9月にはランビール・カプールとアーリヤー・バットがバンドラのスタジオで吹き替え作業を行っている。

### 音楽
映画音楽の作曲はプリータムが手掛けており、同時にプラサード・シャスタ、ジム・サティヤ、メグディープ・ボース、タヌージ・ティク、ケタン・ソダーと共にサウンドトラックの作曲も手掛けている。各曲のプロデュースと録音はスティール・バングルズ、作詞はアミターブ・バッタチャーリヤが手掛けており、録音作業はシンクロン・ステージ・ウィーンで行っている。

## マーケティング

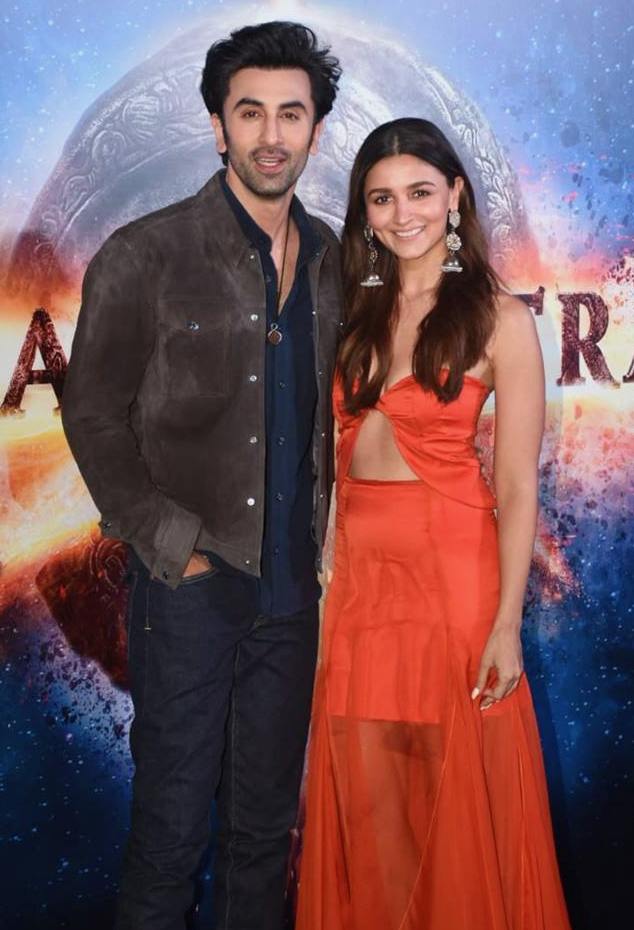
プロモーション活動中のランビール・カプールとアーリヤー・バット

『ブラフマーストラ』は、2022年公開のヒンディー語映画で最も注目を集めた映画の一つだった。2019年3月4日にタイトルロゴが公開され、マハー・シヴァラートリーの際に行われたクンブ・メーラの場で150機のドローンを使用して上空にタイトルロゴが描き出された。同月6日にオフィシャルロゴが公開され、同月12日にはテルグ語版・タミル語版・マラヤーラム語版・カンナダ語版のタイトルロゴが発表され、S・S・ラージャマウリとダヌシュがプレゼンターを務めた。また、同日にはアミターブ・バッチャンのナレーション入りの40秒間のモーションロゴ、プリータムが出演する映画音楽のメイキング映像がそれぞれ公開された。4月5日にはクンブ・メーラ時のタイトルロゴ発表イベントのメイキング映像が公開され、2021年12月14日にはランビール・カプールが演じるシヴァが初めて描かれたモーションポスターが公開された。翌15日には別バージョンのモーションポスターが公開され、ニューデリーでは公開に先立ちファンイベントが開催され、ストリーミング配信を担当するDisney+ Hotstarがイベントを生配信した。同月19日にはハイデラバードでテルグ語・タミル語・マラヤーラム語・カンナダ語版のモーションポスターの公開イベントが開催され、2022年3月16日にはアーリヤー・バットが演じるイーシャが描かれたポスターとプロローグが公開された。
2022年3月26日にアヤーン・ムカルジー、ランビール・カプール、アーリヤー・バットがプロモーションの一環として、チェンナイ・スーパーキングスとコルカタ・ナイトライダーズによる2022インディアン・プレミアリーグ開幕戦において、スター・スポーツのポスト・クリケット・ショーの一環として、バイジュースの「クリケット・ライブ」に出演した。同月29日には『ブラフマーストラ』の撮影終了を記念してプロモーション映像が公開され、4月10日にはアリジット・シンの楽曲「ケサリヤ」のモーションポスターと映像が公開された。同曲のテルグ語版「Kumkumala」はシド・シュリラームが歌手を務め、S・S・ラージャマウリによって5月27日に映像が公開された。5月31日にはティーザー映像が公開され、同時にオフィシャル・トレーラーの公開日が告知された。また、ヴィシャーカパトナムでは『ブラフマーストラ』の公開を支援するイベントが開催され、6月第2週にはアミターブ・バッチャンが演じるグル、アッキネーニ・ナーガールジュナが演じるアニーシュ・シェッティが描かれたファーストルック・ポスターが公開された。6月13日にはチランジーヴィがテルグ語吹替版でランビール・カプールが演じるシヴァの声を吹き替えることが発表され、翌14日にはモウニー・ロイが演じるジュヌーンが描かれたモーションポスターが公開された。同月15日にはオフィシャル・トレーラーが公開され、前日にはムンバイでトレーラーの特別上映会が開始された。この4日後には4K版トレーラーが公開され、7月13日にはムカルジーが出演するプロモーション映像「The Vision of Brahmāstra」が公開され、「アストラバース」の世界観と創造的背景について解説している。同月17日にはInstagramでアヤーン・ムカルジーとアーリヤー・バットが出演する生配信で、「ケサリヤ」のミュージックビデオと製作背景が公開された。また、同月31日には複数のアストラのフィルターがInstagramで公開されている。8月6日にはムカルジーが「アストラバース」三部作の構想や『ブラフマーストラ』の製作背景について解説するメイキング映像が公開され、ムンバイではアリジット・シンが歌う「Deva Deva」のミュージックビデオの3D試写会が開催された。
2022年8月第2週にはYouTube Premiumとコラボレーションし、同月18日に開催される「アフターパーティー」のライブ配信のプロモーションのため、ニューヨークとロサンゼルスで楽曲の発表会が行われた。同月17日にはムカルジーが『ブラフマーストラ』を製作する背景について解説した映像が公開された。翌18日には「アフターパーティー」がYouTube Premiumで独占配信され、同時にソニー・ミュージック・インディアのチャンネルではアヤーン・ムカルジー、ランビール・カプール、アーリヤー・バットがファンと交流し、映画音楽・製作・プロモーションキャンペーンについて語り合う動画が配信された。また、ランビールが演じるシヴァが描かれたポスターと、楽曲の一部をフィーチャリングした予告編も公開されている。同月24日にはチェンナイでプロモーションイベントが開催され、ランビール・カプール、S・S・ラージャマウリ、アッキネーニ・ナーガールジュナが出席した。同月27日にはインド工科大学ボンベイ校でもプロモーションイベントが開催され、こちらにはランビール・カプール、アーリヤー・バットが出席している。また、9月2日にはラモジ・フィルムシティでプレリリースイベントが開催され、N・T・ラーマ・ラオ・ジュニアが特別ゲストとして出席する予定だったが、直前になって開催が中止された。公開まで10日前となった8月30日はカウントダウン企画として、ランビールが演じるシヴァが巨大な人物（デーヴ神）と対峙する予告編、翌31日にはアミターブ・バッチャンが演じるグルをフィーチャリングした予告編が公開され、その際にムカルジーは『ブラフマーストラ』の公開日を9月9日に決めた理由について「9という数字が自分にとってラッキーナンバーだから」と明かしている。また、Spotify Indiaとコラボレーションしており、ランビール・カプール、アーリヤー・バットをフィーチャリングした「ケサリヤ」「Dance Ka Bhoot」の広告が発表されている。
2022年9月1日にS・S・ラージャマウリが出演する「Vision of Brahmāstra」（テルグ語版・タミル語版・カンナダ語版）が配信され、同じ日にヴァーナラーストラをフィーチャリングした予告編が公開され、メディアでは「シャー・ルク・カーンの出演シーンではないか」と報じられた。同月3日に劇場でのチケット先行予約開始を告知するプレリリースプロモーション映像がヒンディー語・テルグ語・タミル語で公開され、翌4日にはアクションシークエンスの撮影や振り付けを特集した映像が公開された。同月8日にムンバイで3D試写会が開催され、アヤーン・ムカルジー、ランビール・カプール、アーリヤー・バットが出席した。試写会のチケットはPVRシネマズのウェブストアで販売され、試写会開催の発表から数分で完売している。また、ニューデリーでは3人が出席したファンミーティングと記者会見が行われた。

## 公開

### 劇場上映
2022年9月9日に『ブラフマーストラ』が2D、3D、IMAX 3D、4DX 3Dで公開された。ヒンディー語版・テルグ語吹替版・タミル語吹替版・マラヤーラム語吹替版・カンナダ語吹替版の配給はスター・スタジオが担当し、南インドの4言語吹替版のプレゼンターはS・S・ラージャマウリが務めた。ディズニーによる21世紀フォックスの買収によって社名が「フォックス・スター・スタジオ」から「スター・スタジオ」に変更された後、同社が映画配給を手掛けるのは『ブラフマーストラ』が初作品となる。海外市場では20世紀スタジオ（北米）、ウォルト・ディズニー・スタジオ・モーション・ピクチャーズ（ラテンアメリカ、ヨーロッパ以外の地域）が配給を担当している。上映数は8000スクリーン（インドが5000スクリーン、海外市場が3000スクリーン）で、インド映画史上最多記録を更新した。また、公開前日の9月8日には、アメリカで有料試写会が予定されていた。
当初は2016年12月23日公開を予定していたが、製作遅延や金銭的問題、COVID-19パンデミックの影響を受けて公開が延期された。2017年10月に新たな公開日が2019年8月15日と発表されたが、視覚効果・音楽作業の遅延により2019年のクリスマスに延期され、さらに2020年夏に再延期された。2020年2月に公開日が12月4日であることが発表されたが、インドでCOVID-19パンデミックが発生したことを受けて公開が無期限延期となった。その後、2021年12月に新たな公開日が2022年9月9日であることが発表された。

### ホームメディア
2022年9月17日、ディズニーの国際コンテンツ・オペレーション担当役員レベッカ・キャンベルは、『ブラフマーストラ』をHulu（アメリカ合衆国）、Star+（ラテンアメリカ）、Disney+（その他の海外地域）で配信することを発表した。11月4日にHulu（アメリカ合衆国）、Disney+ Hotstar（インド、アジア地域）でプレミア配信され、Huluでは英語吹替版も配信されている。その後、12月7日からヒンディー語版と英語吹替版の配信がDisney+で開始された。

### トラブル
2022年9月2日にデリー高等裁判所はディズニー・スターからの訴えを受け、18の海賊版サイトに対して『ブラフマーストラ』を違法配信することを差し止めるための仮命令を下した。また、公開に先立ち、ヒンドゥー至上主義者の一部が「ボリウッド映画界に反ヒンドゥー感情が浸透している」として、『ブラフマーストラ』の鑑賞をボイコットするように呼びかけ、さらにランビール・カプールが「牛肉が好物だ」と発言した過去のインタビュー記事がソーシャルメディアで拡散され、「牛を神聖視するヒンドゥー教を冒涜した」として批判を浴びた。その後、9月7日にランビール・カプールとアーリヤー・バットがプロモーションのためウッジャインのマハーカーレシュワル寺院を訪れた際、ヒンドゥー至上主義過激派組織バジュラング・ダールのメンバーによって寺院への立ち入りを妨害され、警察が出動する騒ぎが起きている。

## 評価

### 興行収入
『ブラフマーストラ』は国内興行収入32億ルピー、海外興行収入11億1000万ルピーを記録し、合計興行収入は43億1000万ルピーとなっている。アメリカ合衆国・カナダではオープニング週末に810劇場で450万ドルの興行収入を記録した。公開初週末の興行収入は21億3000万ルピー（このうち、ヒンディー語圏の興行収入は18億9000万ルピー）を記録し、COVID-19パンデミック以降の海外市場で最も収益を上げたヒンディー語映画となった。また、ヒンディー語映画週末興行成績は『K.G.F: CHAPTER 2』のヒンディー語吹替版に次いで第2位にランクインしており、Box Office Indiaは年末レポートで『ブラフマーストラ』の興行成績について「ヒット」認定をしている。

### 批評
『ブラフマーストラ』は批評家・観客から賛否両論となっており、視覚効果・背景音楽・楽曲・アクションシークエンスが賞賛される一方、ストーリー・脚本・キャストの演技・台詞については批判されている。Rotten Tomatoesでは33件の批評が寄せられ支持率52%、平均評価6/10となっており、批評家の一致した見解は「意欲的だが不揃いな状態の『ブラフマーストラ』は、ボリウッドのファンに明確な楽しみを与えてくれるが、ひっきりなしに続くスペクタクルに圧倒される観客も多かったことだろう」となっている。Metacriticでは、5件の批評に基づき57/100の評価となっている。

#### インド
ピンクヴィッラのアヴィナーシュ・ロハナは4/5の星を与えて「『ブラフマーストラ』は、野心と映像が出会った典型的な作品であり、エンターテインメントが約束された没入体験である」と批評し、ABPニュースのアマンディープ・ナラングも4/5の星を与えて「『ブラフマーストラ』はインド映画史において、しかるべき敬意と地位を得るに相応しい作品だ」と批評している。ザ・タイムズ・オブ・インディアのラーチャナ・ドゥベーは3.5/5の星を与えて「『ブラフマーストラ』はインドの神話や民話を引用しており、素晴らしい作品に仕上がっている。このシネマティック・ユニバースのために投じられた努力と情熱は、映画の細部にまで行き届いており、鑑賞に値する」と批評し、インディア・トゥデイのトゥシャール・ジョーシーも3.5/5の星を与えて「三部作の第1作目として堅実な作品であり、MCUに対抗できるユニバースになっている」と批評している。ニュース18のソーニル・デーディアは3.5/5の星を与えて「堅実で満足感のある、よく作り込まれた作品だ。ムカルジーの手腕も称賛に値する」と批評し、マッシャブル・インディアのフェンゲン・チューも3.5/5の星を与えて「『ブラフマーストラ』は、インド神話に深く根付いた完璧な映像の饗宴である。アヤーン・ムカルジーは最先端のVFXを駆使したことで、インド映画にランドマークを打ち立てた」と批評している。ジー・ニュースのソーナル・ヴェルマは3.5/5の星を与えて「この脚本には愛、光、魔法、古代の神秘主義と神話が満ちている。映画には多くのサプライズがあり、間違いなくあなたを驚かせてくれるだろう」と批評し、フィルムフェアのデーヴェシュ・シャルマも3.5/5の星を与え、「映画の視覚的魅力とランビール・カプール、アーリヤー・バットの燃えるような化学反応は必見の価値がある」と批評している。
ニューデリー・テレビジョンのサイバル・チャテルジーは3/5の星を与えて「野心的で面白く、ボリウッドが長い期間追い求めていたブロックバスターの素養が備わっている」と批評し、Rediff.comのスカンニャー・ヴァルマーも3/5の星を与えて「野心的でエネルギッシュな作品であり、その豪華絢爛さは多くの幸せな音色を奏でている」と批評している。Scroll.inのナンディニ・ラームナートは3/5の星を与えて「『ブラフマーストラ』は華やかな描写の演出には成功したが、感情移入させるための別のリアリティを作ることには失敗している」と批評し、ニュース・ミニッツのソウムヤ・ラジェーンドランも3/5の星を与えて「『ブラフマーストラ』は絶えず視覚効果をもって観客の度肝を抜こうとするが、スクリーン上のキャラクターに感情移入することがないため、遠い場所で繰り広げられるスペクタクルのままである」と批評している。DNAインディアのローヒト・ヴァッツは3/5の星を与えて「『ブラフマーストラ』は人類の深い心理を啓示することで存在感を出そうと躍起になっているが、望み通りの場所には到達していない。しかし、映画自体は壮大で、ボリウッドの巨大プロジェクトが持つ要素を全て備えており、観客を楽しませてくれる」と批評し、ザ・クイントのステューティー・ゴーシュも3/5の星を与えて「『ブラフマーストラ』は部分的に私たちの心をつかんでくる。愛や恋人に関する不要なパートを取り除けば、より強いインパクトを与えることができただろう。とりあえず、音と光のショーを楽しむだけで十分だろう」と批評している。ヒンドゥスタン・タイムズのモニカ・ラーワル・ククレージャは「ランビール・カプールとアーリヤー・バットは、アヤーン・ムカルジーのスペクタクル映画で刺激的に役を演じている。この映画はヒンディー語映画ファンが長年待ち望んだ作品だ」と批評し、ザ・ヒンドゥーのアヌージ・クマールは「ランビール・カプール、アーリヤー・バット、アミターブ・バッチャンが出演したにもかかわらず、インド神話を題材にした大騒動は単なる化粧品のカバーに過ぎず、脚本こそが映画最大の欠点だった」と批評している。

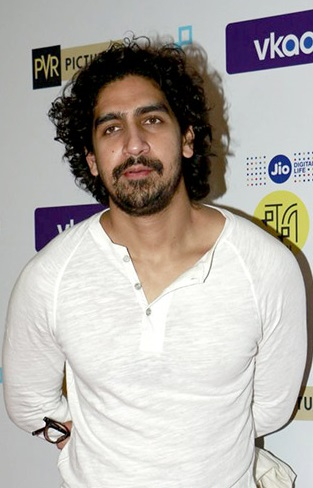
アヤーン・ムカルジー

タラン・アダルシュは2/5の星を与えて「『ブラフマーストラ』はVFXについてはハイクオリティだが、コンテンツの力が低く、非常にがっかりさせられる。『ブラフマーストラ』はゲームチェンジャーになる可能性があったのに、残念ながらチャンスを逃してしまった。豪華さはあるが、魂がない」と批評し、フリー・プレス・ジャーナルのローヒト・バトナガルは2.5/5の星を与えて「『ブラフマーストラ』は壮大なスケールと雄大さ、映像的なスペクタクルはあるものの、このありふれた善と悪の戦いの物語には、それ以上のものが存在しない」と批評している。デカン・ヘラルドのヴィヴェーク・M・Vは2.5/5の星を与えて「味気なく、面白みのない台詞ばかり。これが映画最大の問題であり、弱々しいラブストーリーが問題を加速させている」と批評し、ファーストポストのアンナ・M・M・ヴェティカドは2/5の星を与えて「ストーリーに力がなく、ロマンスには説得力がない」と批評している。IGNインディアのラーヤン・サイードは「この映画を鑑賞する理由は、神話とCGの描写だけである」と批評し、インディアン・エクスプレスのシューブラ・グプタは1.5/5の星を与えて「ノンストップで繰り出されるCG、豪華絢爛なセット、オールスターキャスト、題材への深いこだわりがあるにもかかわらず、私たちは完全な形でそれを受け入れることができない」と批評している。フィナンシャル・エクスプレスのイシタ・バルガヴは映画の陳腐さと台詞を批判して「壮大な映像表現は、子供向け映画という形に終わった」と批評し、ザ・ウィークのプージャー・ビライア・ジャイシュワルは1/5の星を与えて「ムカルジーはシャー・ルク・カーン、ナーガールジュナ、そしてアミターブ・バッチャンの才能と人気を無駄にした」と批評している。ザ・ワイヤーは「物語には活力、勢い、そして好奇心をそそられるものがない。この映画には本物の喜びが存在しない。まるで満腹の状態でランチビュッフェに行ったように、常にキャラクターと設定が迫ってくる」と批評している。

#### 海外
TheWrapのサイモン・エイブラムスは、「とても馴染み深いスーパーヒーロー・ファンタジーとして描かれているが、どういうことか上手くいっていない」と批評している。バラエティ誌のコートニー・ハワードは「三部作のジャンプスタートとなるワイルドな娯楽作品」と評し、ムカルジーについて「彼は西欧映画の影響と純粋なボリウッドの豪華絢爛さが混ざり合った作品を作り出し、ジャンルの常識を打ち破った」と称賛している。一方、フォーブス誌のスコット・メンデルソーンは4/10の星を与え、「強力なプロダクションバリューと期待された豪華絢爛な演出にもかかわらず、このインド初となるオリジナル・シネマティック・ユニバースは、もはや絶望的となったユニバーサルのダーク・ユニバースや、『アベンジャーズ』以降に試みられた数多のシネマティック・ユニバースの失敗を繰り返している」と酷評している。ガーディアン紙のマイク・マッカヒルは3/5の星を与え、「ムカルジーはスーパーヒーロー映画に活気と純真な精神をもたらし、試行錯誤を繰り返して作り出したアークとビートをプリータムの楽曲、魅力的な色彩、華やかなキャストで飾り立てた」と批評した。インディワイアは「C+」評価を与えてキャストや演技について批判する一方、「ボリウッドのファンにとって『ブラフマーストラ』は素晴らしい試みであり、必見の映画体験になるだろう」と批評している。

### 受賞・ノミネート
| 映画賞                                               | 授賞式                                        | 部門                       | 対象 | 結果       | 出典    |
| ---------------------------------------------------- | --------------------------------------------- | -------------------------- | --- | ---------- | ------- |
| ジー・シネ・アワード                                 | 2023年2月26日                                 | 作品賞                     | 『ブラフマーストラ』 | ノミネート | [ 223 ] |
| ジー・シネ・アワード                                 | 2023年2月26日                                 | 審査員選出作品賞           | 『ブラフマーストラ』 | 受賞       | [ 223 ] |
| ジー・シネ・アワード                                 | 2023年2月26日                                 | 監督賞                     | アヤーン・ムカルジー | 受賞       | [ 223 ] |
| ジー・シネ・アワード                                 | 2023年2月26日                                 | 主演男優賞                 | ランビール・カプール | ノミネート | [ 223 ] |
| ジー・シネ・アワード                                 | 2023年2月26日                                 | 音楽賞                     | プリータム | 受賞       | [ 223 ] |
| ジー・シネ・アワード                                 | 2023年2月26日                                 | 歌曲賞                     | 「ケサリヤ」 | 受賞       | [ 223 ] |
| ジー・シネ・アワード                                 | 2023年2月26日                                 | 作詞賞                     | - アミターブ・バッタチャーリヤ - 「ケサリヤ」                                                                                  | 受賞       | [ 223 ] |
| ジー・シネ・アワード                                 | 2023年2月26日                                 | 男性プレイバックシンガー賞 | - アリジット・シン - 「ケサリヤ」                                                                                              | 受賞       | [ 223 ] |
| ジー・シネ・アワード                                 | 2023年2月26日                                 | 視覚効果賞                 | - DNEG - Redefine | 受賞       | [ 223 ] |
| 第68回フィルムフェア賞                               | 2023年4月27日                                 | 作品賞                     | 『ブラフマーストラ』 | ノミネート | [ 224 ] |
| 第68回フィルムフェア賞                               | 2023年4月27日                                 | 監督賞                     | アヤーン・ムカルジー | ノミネート | [ 224 ] |
| 第68回フィルムフェア賞                               | 2023年4月27日                                 | 助演女優賞                 | モウニー・ロイ | ノミネート | [ 224 ] |
| 第68回フィルムフェア賞                               | 2023年4月27日                                 | 音楽アルバム賞             | プリータム | 受賞       | [ 224 ] |
| 第68回フィルムフェア賞                               | 2023年4月27日                                 | 作詞賞                     | - アミターブ・バッタチャーリヤ - 「ケサリヤ」                                                                                  | 受賞       | [ 224 ] |
| 第68回フィルムフェア賞                               | 2023年4月27日                                 | 男性プレイバックシンガー賞 | - アリジット・シン - 「Deva Deva」                                                                                             | ノミネート | [ 224 ] |
| 第68回フィルムフェア賞                               | 2023年4月27日                                 | 男性プレイバックシンガー賞 | - アリジット・シン - 「ケサリヤ」                                                                                              | 受賞       | [ 224 ] |
| 第68回フィルムフェア賞                               | 2023年4月27日                                 | 女性プレイバックシンガー賞 | - ジョニタ・ガンディー - 「Deva Deva」                                                                                         | ノミネート | [ 224 ] |
| 第68回フィルムフェア賞                               | 2023年4月27日                                 | 美術賞                     | アムリタ・マハル・ナーカイ | ノミネート | [ 224 ] |
| 第68回フィルムフェア賞                               | 2023年4月27日                                 | 振付賞                     | - ガネーシュ・アーチャーリヤ - 「Dance Ka Bhoot」                                                                              | ノミネート | [ 224 ] |
| 第68回フィルムフェア賞                               | 2023年4月27日                                 | 撮影賞                     | スディープ・チャテルジー | ノミネート | [ 224 ] |
| 第68回フィルムフェア賞                               | 2023年4月27日                                 | 音響デザイン賞             | ビシュワディープ・ディーパク・チャタルジー                                                                                     | 受賞       | [ 224 ] |
| 第68回フィルムフェア賞                               | 2023年4月27日                                 | 作曲賞                     | - プリータム - ジム・サティヤ - プラサード・シャスタ - メグディープ・ボース - タヌージ・ティク - ケタン・ソダー - サニー・M・R | ノミネート | [ 224 ] |
| 第68回フィルムフェア賞                               | 2023年4月27日                                 | アクション賞               | - ダン・ブラッドレイ - ディヤーン・フリストフ - パルヴェーズ・シャーイフ                                                       | ノミネート | [ 224 ] |
| 第68回フィルムフェア賞                               | 2023年4月27日                                 | VFX賞                      | - DNEG - ReDefine | 受賞       | [ 224 ] |
| 第23回国際インド映画アカデミー賞                     | 2023年5月26-27日                              | 監督賞                     | アヤーン・ムカルジー | ノミネート | [ 225 ] |
| 原案賞                                               |                                               |                            | アヤーン・ムカルジー | ノミネート |         |
| 助演男優賞                                           | シャー・ルク・カーン                          |                            | | ノミネート |         |
| 助演女優賞                                           | モウニー・ロイ                                | 受賞                       | |            |         |
| 音楽監督賞                                           | プリータム                                    | 受賞                       | |            |         |
| 作詞賞                                               | - アミターブ・バッタチャーリヤ - 「ケサリヤ」 | 受賞                       | |            |         |
| 男性プレイバックシンガー賞                           | - アリジット・シン - 「ケサリヤ」             | 受賞                       | |            |         |
| 男性プレイバックシンガー賞                           | - アリジット・シン - 「Deva Deva」            | ノミネート                 | |            |         |
| 女性プレイバックシンガー賞                           | - ジョニタ・ガンディー - 「Deva Deva」        | ノミネート                 | |            |         |
| 女性プレイバックシンガー賞                           | - シュレヤ・ゴシャル - 「Rasiya」             | 受賞                       | |            |         |
| 特殊効果賞                                           | - DNEG - Redefine                             | 受賞                       | |            |         |
| ニコロデオン・キッズ・チョイス・アワード・インディア | 2023年6月28日                                 | 作品賞                     | 『ブラフマーストラ』 | ノミネート | [ 226 ] |
| ニコロデオン・キッズ・チョイス・アワード・インディア | 2023年6月28日                                 | 主演男優賞                 | ランビール・カプール | ノミネート | [ 226 ] |
| ニコロデオン・キッズ・チョイス・アワード・インディア | 2023年6月28日                                 | 歌手賞                     | - アリジット・シン - 「ケサリヤ」                                                                                              | 受賞       | [ 226 ] |
| ニコロデオン・キッズ・チョイス・アワード・インディア | 2023年6月28日                                 | 歌曲賞                     | 「ケサリヤ」 | 受賞       | [ 226 ] |
| 第70回国家映画賞                                     | 2024年10月                                    | AVGC映画賞                 | 『ブラフマーストラ』 | 受賞       | [ 227 ] |
| 第70回国家映画賞                                     | 2024年10月                                    | 歌曲部門音楽監督賞         | プリータム | 受賞       | [ 227 ] |
| 第70回国家映画賞                                     | 2024年10月                                    | 男性プレイバックシンガー賞 | - アリジット・シン - 「ケサリヤ」                                                                                              | 受賞       | [ 227 ] |

## シリーズ構想

### 続編
『ブラフマーストラ』は「アストラバース」の一作品で、三部作の第一作目に位置付けられている。同作のエンディングが流れた後、第二作目のタイトルが『Brahmāstra: Part Two – Dev』であることがクレジットされ、2026年12月公開予定となっている。『Brahmāstra: Part Two – Dev』のプリプロダクションはCOVID-19パンデミックの時期に行われ、撮影は第三作目と並行して行われる。第三作目の公開は2027年12月を予定している。

### ストリーミングシリーズ
2022年5月、ディズニー主催の国際スタジオサミットに出席したアヤーン・ムカルジーは『ブラフマーストラ』をプレゼンし、その際にケヴィン・ファイギと同作のシネマティック・ユニバースの可能性について話し合ったことを明かした。また、「アストラバース」のストリーミングシリーズの製作や、「マーベル・シネマティック・ユニバース」形式の企画の構想を練っていることも明かしており、さらにゲーム・マーチャンダイジング・バーチャル・リアリティ・メタバースの分野への展開も視野に入れている。

### スピンオフ
アヤーン・ムカルジーは、シャー・ルク・カーンを主人公にしたスピンオフを計画していることを明かし、内容については「彼が演じるモーハン・バルガヴ博士がヴァーナラーストラの能力を手に入れるまでの物語になるだろう」と語っている。